# Kevin Wilson, Jr.
Kevin Wilson Jr. (* 1990 in Durham, North Carolina) ist ein US-amerikanischer Filmproduzent, Filmregisseur und Drehbuchautor im Bereich des Kurzfilms.

## Karriere
Kevin Wilson Jr. besuchte bis 2007 die Hillside High School in Durham und danach studierte er Journalismus an der North Carolina State University, die er mit einem B.S. verließ. Im Anschluss daran besuchte er die NYU.
Sein erster Kurzfilm wurde im Jahr 2012 unter dem Titel The Unattainable Piece veröffentlicht, dessen Budgetkosten beliefen sich auf geschätzte 850 US-Dollar. Für seinen zweiten Kurzfilm My Nephew Emmett, der die Geschichte von Emmett Till erzählt, wurde ihm bei der Verleihung der Student Academy Awards 2017 der Student Academy Award in Gold überreicht. Des Weiteren erhielt er bei der Oscarverleihung 2018 eine Oscarnominierung in der Kategorie „bester Kurzfilm“.

## Filmografie (Auswahl)
- 2012: The Unattainable Piece (Kurzfilm)
- 2017: My Nephew Emmett (Kurzfilm)